# Cyphostemma niveum
Cyphostemma niveum là một loài thực vật hai lá mầm trong họ Nho. Loài này được (Hochst. ex Schweinf.) Desc. miêu tả khoa học đầu tiên năm 1967.